# Samengesteld werkwoord
Een samengesteld werkwoord is een lexicale eenheid die bestaat uit een werkwoord en een affix in de vorm van een zelfstandig naamwoord, een bijvoeglijk naamwoord of voorzetselbijwoord. Dergelijke werkwoorden komen vooral in het Nederlands, Duits en Hongaars veel voor.

## Nederlands
In het Nederlands zijn de meeste samengestelde werkwoorden ook scheidbare werkwoorden. Dit wil zeggen dat bij de meeste vervoegingen - behalve het tegenwoordig of voltooid deelwoord - het tweede deel van het eerste wordt losgekoppeld en dan in de regel achteraan in de zin komt te staan, na alle andere zinsdelen. Dit is een gevolg van de V2-regel, zie daar voor meer informatie.
Enkele voorbeelden van scheidbaar samengestelde werkwoorden zijn: 
- paard-rijden → Ik rijd paard, Jij rijdt paard enz., maar: Ik heb paardgereden.
- fluit-spelen → Ik speel fluit, Jij speelt fluit enz., maar: Ik heb fluitgespeeld.
- hard-lopen → Ik loop hard, Jij loopt hard enz., maar: Ik heb hardgelopen.
- wit-wassen → Ik was wit, Jij wast wit enz., maar: Ik heb witgewassen.
- op-leggen → Ik leg op, Jij legt op enz., maar: Ik heb opgelegd.
- aan-komen → Ik kom aan, Jij komt aan enz., maar: Ik ben aangekomen.

Het tweede deel van een scheidbaar samengesteld werkwoord staat dus in de regel altijd aan het einde van de (hoofd)zin. Dit betekent dat het direct achter het werkwoord komt te staan als er geen andere zinsdelen meer zijn:
- Ik rijd graag paard.
- Ik speel goed fluit.
- Ik loop geregeld hard.
- Ik was het geld wit.
- Ik kom morgenavond aan.
- Ik kom terug zodra ik meer weet (hoofdzin + bijzin).

Van onscheidbare samengestelde werkwoorden blijven de samenstellende delen in de vervoegingen bijeen:
- Zo voorkom je erger. Zo is erger voorkomen.
- Hij doorliep de school met moeite. Hij heeft de school met moeite doorlopen.
- De man volhardde in zijn pogingen. De man heeft in zijn pogingen volhard.

Samengestelde werkwoorden dienen onderscheiden te worden van de werkwoorden met een (meestal onbeklemtoond) voorvoegsel, zoals de werkwoorden berijden en verleggen met de voorvoegsels be- en ver-. Bij deze werkwoorden is het voorvoegsel een vast deel van het woord en kan daar niet van gescheiden worden. Daarnaast krijgen zulke werkwoorden niet het voorvoegsel ge- in de verleden tijd; het bestaande voorvoegsel "vervangt" dit als het ware. 
Er bestaat een aantal werkwoorden die zowel scheidbaar als met voorvoegsel kunnen zijn, zoals voorkomen (kom voor of voorkom). De spelling van beide is voor veel van de vormen hetzelfde, maar de plaats van de klemtoon verschilt waardoor het onderscheid wel in spraak te horen is. In de spelling wordt de klemtoon soms aangeduid met een streepje als er verwarring kan ontstaan: vóórkomen of voorkómen.
Enkele werkwoorden, zoals stofzuigen, voetballen en zweefvliegen vormen een uitzondering op deze regel. Zij zijn niet scheidbaar (ik stofzuig, niet ik zuig stof), maar zijn ook geen werkwoord met voorvoegsel (ik heb gestofzuigd). Het wordt daarnaast ook zwak vervoegd (stofzuigde) en niet sterk (stofzoog) zoals het basiswerkwoord zuigen. Hier is sprake van een soort vorm van incorporatie, iets wat vooral in polysynthetische talen veel voorkomt.

## Duits
In het Duits worden samengestelde werkwoorden volgens hetzelfde principe als in het Nederlands gescheiden:
- Er ist angekommen — Hij is aangekomen.
- Ich komme morgen an - Ik kom morgen aan.

Een verschil met het Nederlands is dat in het Duits het woordje zu aaneen wordt geschreven:
- anzukommen - aan te komen

## Engels
Het Engels heeft naast gewone samengestelde werkwoorden zoals overhaul, "reviseren", en woorden als upload en download tevens een alternatieve constructie, de als werkwoord fungerende woordgroep.  

## Hongaars
In het Hongaars worden samengestelde werkwoorden soms gescheiden in ontkennende zinnen. Een voorbeeld is het werkwoord letesz, "ophangen", "de verbinding verbreken":
- Leteszem a telefont. — Ik hang op.
- Nem teszem le a telefont - Ik hang niet op.

Hetzelfde gebeurt bij imperatieven die een verbod uitdrukken:
Ne tedd le a telefont! — Hang niet op!
Een andere woordvolgorde versterkt de kracht van het verbod en de intonatie van de spreker:
Le ne tedd a telefont! - Niet ophangen !!